# Institut de formation en psychomotricité
En France, l'institut de formation en psychomotricité (IFP) forme les étudiants souhaitant être titulaires du diplôme d’État de psychomotricien.
Les instituts sont rattachés auprès du Ministère de la Santé, des agences régionales de santé, ou auprès des centres hospitaliers universitaires (CHU).
Liste des instituts de formation en psychomotricité :
| Ville                          | Nom                                                                               |
| ------------------------------ | --------------------------------------------------------------------------------- |
| Alençon                        | IFRES de Normandie                                                                |
| Bordeaux                       | Institut de formation en psychomotricité, Université Bordeaux Segalen             |
| Boulogne-Billancourt           | ISRP Paris – Institut Supérieur de Rééducation Psychomotrice                      |
| La Garde                       | IFPVPS                                                                            |
| Loos                           | Institut formation de psychomotriciens de la région Nord-Pas-de-Calais            |
| Lyon                           | Institut des sciences et techniques de la réadaptation, Université Claude Bernard |
| Marseille                      | ISRP Marseille – Institut supérieur de rééducation psychomotrice                  |
| Meulan les Mureaux             | Pôle de formation du centre hospitalier intercommunal                             |
| Mulhouse                       | Pôle interrégional de formation aux métiers de la santé                           |
| Orleans                        | Institut de Formation en Psychomotricité d’Orléans                                |
| Paris 13                       | Institut de formation en psychomotricité – Université P et M Curie                |
| Ravine des cabris – La Réunion | Ecole des métiers de l’accompagnement de la personne                              |
| Rouen                          | Institut de Formation en Psychomotricité de Rouen ERFPS                           |
| Toulouse                       | Faculté de médecine – Enseignements des techniques de réadaptation                |
| Vichy                          | ISRP Vichy – Institut Supérieur de Rééducation Psychomotrice                      |